# Футаба (Фукусіма)

37°26′57″ пн. ш. 141°0′45″ сх. д. / 37.44917° пн. ш. 141.01250° сх. д.
Фута́ба (яп. 双葉町, ふたばまち, МФА: [ɸutaba mat͡ɕi̥]) — містечко в Японії, в повіті Футаба префектури Фукусіма. Розташоване на сході префектури, на березі Тихого океану. Утворене 1951 року. В містечку працюють 5 і 6 енергоблоки Першої фукусімської атомної електростанції. Станом на 1 жовтня 2008 площа містечка становила 51,40 км². Станом на 1 січня 2009 населення містечка становило 6973 осіб.
Місто постраждало від потужного землетрусу 11 березня 2011 року й цунамі, що спричинили аварію на Першій фукусімській АЕС з викидом у довкілля радіоактивних речовин, згодом жителі міста були евакуйовані.